# 卡芙卡
卡芙卡是米哈遊開發的電子遊戲《崩壞：星穹鐵道》中的虛構角色，她是遊戲中虛構組織「星核獵手」的成員。卡芙卡的華語配音為徐慧，日語配音為伊藤静，韓語配音為史文英，英語配音為谢丽尔·特希耶拉。

## 創作及設計
卡芙卡在《崩壞：星穹鐵道》遊戲公測時就已爲（暫時）可玩角色，在開拓任務「今天是昨天的明天」中玩家將短暫操控卡芙卡和銀狼。遊戲1.2版本更新後，玩家可以透過「躍遷」的方式獲得可玩角色卡芙卡。1.2版本更新前，米哈遊早在2023年5月24日即釋出卡芙卡角色立繪和介紹；於8月8日發佈了卡芙卡的角色預告影片「戲劇性反諷」，展示卡芙卡的戰鬥動畫和技能；於8月13日釋出預告片「耶佩拉叛亂：第47場」，進一步講述卡芙卡和星核獵手的背景故事。在製作組的設定中，卡芙卡是「星核獵手」的成員，是「命運的奴隸」艾利歐最信任的成員之一。她擁有強大的精神操控能力，善於玩弄人心。在角色設計上，卡芙卡與《崩壞學園2》《崩壞3rd》中的弗蘭茲·卡夫卡形象相似。角色的名字則來源於20世紀知名德語小說家·卡夫卡。
卡芙卡的華語配音為徐慧，日語配音為伊藤静，韓語配音為史文英，英語配音為谢丽尔·特希耶拉。

## 作品中表現

### 角色故事
卡芙卡來自深受星核影響的星球「天衣五」。在天衣五，人們感受不到恐惧，被欲望和快感支配而变成「恶魔」。卡芙卡曾任「恶魔猎人」，但她不滿足現狀，想要尋求改變。在天衣五的「新巴比倫」遇到艾利歐後，她接受了艾利欧的邀請，加入了星核獵手。卡芙卡是僅次於創始人艾利歐的最早成員，受艾利歐指示，她又先後招募了薩姆，
刃和銀狼加入星核獵手。卡芙卡具有強大的精神操控能力，稱爲「言灵」；在釋放「言灵」時會使用咒語「聽我說」。
在開拓任務「今天是昨天的明天」中，卡芙卡與銀狼潛入空间站「黑塔」，竊取星核並放入載體（開拓者）體內後離開；遊戲玩法中，載體的姓名、性別也由卡芙卡選擇。
在同行任務·星核獵手「陌生女人的來信」中，卡芙卡透過「真心话游戏」的方式，向開拓者透漏了許多關於她和開拓者自己的真相：如，開拓者是为了容纳星核而诞生的人造体等。

### 角色玩法
卡芙卡是5星虚无命途的雷属性角色，技能模組圍繞「持續傷害」（DoT）和「追加攻擊」展開。卡芙卡的普通攻擊可以對指定敵方單體造成雷屬性傷害。卡芙卡的战技可以對指定敵方單體及其相鄰目標造成雷屬性傷害，並對持續傷害狀態造成一定比例的附加傷害。卡芙卡的終結技可以對敵方全體造成雷屬性傷害，並有高概率使受到攻擊的敵方目標陷入觸電狀態，造成一定比例的附加傷害。卡芙卡的天賦是當卡芙卡的隊友對敵方目標發動普通攻擊後，卡芙卡立即發動追加攻擊，對該目標造成雷屬性傷害，並有高概率使受擊目標附着觸電狀態。在3.4版本，卡芙卡迎来加强，可以为我方队友提供攻击力增益，也可以通过战技、追加攻击和终结技三种方式立即结算持续伤害。

## 聯動
2023年8月，臺灣COMEBUY與《崩壞：星穹鐵道》合作推出3款角色聯名飲品「卡芙卡·玩火」「刃·鳳椰玩火」「銀狼·玩火搖果樂」，還隨飲品附贈包含卡芙卡角色形象的遊戲虛寶卡、專屬角色貼紙、專屬杯墊等禮品。活動首日8月1日COMEBUY門店就被粉絲包圍，整整12小時都持續出現排隊人潮。
米哈遊還與日本眼鏡品牌Zoff推出包括卡芙卡、丹恆·飲月、黄泉、砂金4種款式的聯名眼鏡。

## 反響及評價

卡芙卡的角色扮演者

卡芙卡是《崩壞：星穹鐵道》當中人氣和注目度最高的角色之一，玩家對卡芙卡的人物形象有較高好感。卡芙卡在遊戲公測之前就成为游戏中最受欢迎的角色之一。作爲充滿人格魅力的神祕反派角色、「成熟性感的大姐姐」，卡芙卡在遊戲主線劇情中的表現引發玩家歡迎和喜愛，如在太空站拉隱形小提琴、酷炫的戰鬥動畫，以及趁亂將星核塞進主角身體的動作，不少玩家親切稱呼她為「媽媽」。也有玩家通過角色扮裝的方式表達對卡芙卡的喜愛。
在角色戰鬥玩法方面，評論員對卡芙卡的角色強度評價褒貶不一。Game Rant評論員馬克·桑托斯稱讚卡芙卡不管是追加攻擊、全體攻擊還是持續傷害都會一點，是一個「萬事通」的攻擊型角色。Yahoo Gaming SEA編輯Yan Ku評價卡芙卡是持續傷害「當之無愧的女王」，是持續傷害隊伍的核心，可以讓依靠持續傷害玩法的角色隨時達成傷害，而不必等待敵方行動。Pocket Tactics評論員Tilly Lawton認爲卡芙卡是強大的副輸出角色，可以給敵人帶來減益。《香港01》編輯林卓恆直言卡芙卡「並不如之前的希兒或刃強」，雖然強度也足以應付遊戲高難關卡。4Gamers編輯許可認爲卡芙卡本身的技能機制相當完整、「獨特性僅此一家」，但有缺乏適配隊友的缺點。

## 外部連結
- YouTube上的《崩壞：星穹鐵道》卡芙卡角色預告——「戲劇性反諷」
- YouTube上的《崩坏：星穹铁道》走近星穹——「卡芙卡：西装丽人的另一面」
- YouTube上的《崩坏：星穹铁道》千星纪游PV：「耶佩拉叛乱：第47场」